# Американская академия медицины за продление жизни
Американская академия медицины за продление жизни (англ. American Academy of Anti-Aging Medicine, A4M) — это некоммерческая организация, зарегистрированная в США остеопатами Робертом Голдманом и Рональдом Клатцом. Эта организация пропагандирует антивозрастную медицину, обучает ей и выдаёт сертификаты по специальности «биогеронтолог».
С 2011 года организацией было выдано около 26 000 сертификатов. Однако антивозрастная медицина не получила признание у медицинских организаций, таких как Американский совет медицинских специальностей и Американская медицинская ассоциация (АМА). Вдобавок к сертификации практикующих врачей в деятельность Академии входят лоббирование, обучение общества и общественные связи. Cейчас[когда?] в ней насчитывается около 26000 участников из 110 стран мира. Организация финансирует некоторые конференции, такие как Annual World Congress on Anti-Aging Medicine.
Некоторые методы против старения, рекомендуемые Академией, имеют довольно широкую поддержку среди экспертов в этой области, например упражнения и полезная диета, но другие, такие как гормональная терапия, не имеют поддержки со стороны значительного медицинского сообщества. Многие учёные, изучающие старение, отмежевываются от этой академии. Критики обвиняют её в использовании обманчивого маркетинга для подвижения и продажи дорогой бесполезной продукцией. Напротив, Академия видит себя погруженной в науку, заявив, что её идеи основаны на современных научных исследованиях, и оспаривая то, что её идеи соревнуются с современной медицинской практикой. Основатели Американской академии медицины за продление жизни и продавцы, продвигающие продукцию через организацию, были вовлечены в некоторые юридические и профессиональные дискуссии.
Деятельность Американской академии медицины за продление жизни противоречива: в 2003 году в комментарии на реакцию научного сообщества в развитие медицины было отмечено, что деятельность Американской академии медицины за продление жизни рассматривалась как угроза надежности серьезных медицинских исследований старения. В соответствии с MSNBC, сторонники медицины антистарения отреагировали на подобную критику, описывая её как цензуру, секретно совершённую правительством США, в частности Food and Drug Administration, АМА и ведущими средствами массовой информации, мотивируемых конкурирующими коммерческими интересами. Томас Перлс из Boston University School of Medicine, известный критик организации, установил, что требования цензуры и подавления являются обычной темой в том, что он называет «шарлатанское антистарение».

## Убеждения
На сайте Академии говорится, что её задачей является «развитие технологий для обнаружения, предотвращения и лечения заболеваний, связанных со старением и продвижения научно-исследовательский методов для замедления и оптимизации процесса старения человека». Веб-сайт также утверждает, что «инвалидности, связанные с нормальным старением вызваны физиологическими дисфункциями, которые, во многих случаях, поддаются медицинскому лечению» и заявляет, что подобное лечение может продлить обычную продолжительность человеческой жизни. Проще говоря, ссылаясь на The New York Times, их сооснователь и президент Рональд Клатц заявил, что «Мы не говорим об изящном старении. Мы говорим о старении, которое вообще не будет происходить.» С Клатцом далее цитируется положение на 2004 г.:
Мы, лидеры движения против старения, поможем человечеству вступить в новую современную эпоху : Нестареющее Общество. Существует лекарство от этого апокалипсиса старения, и это лекарство приходит как раз вовремя для спасения Америки. Это лекарство - новая наука медицины антистарения, представленная Американской академией медицины за продление жизни.
Американская академия медицины за продление жизни верит, что «омолаживающее преобразование» может быть получено, благодаря сочетанию мер воздействия, включающих гормоны, антиоксиданты, изменение образа жизни и физические упражнения. Презентация, представленная в 2002 г. Клатцом, выдвинула на первый план широко используемые меры воздействия для поддержания здоровья в пожилом возрасте, такие как поддержание формы, отказ от курения, избегание стресса, поддержание активной социальной и половой жизни, продолжительная стимуляция мозговой деятельности, регулярные физические упражнения, полезная диета и умеренное употребление алкоголя. Презентация также призывает к потреблению антиоксидантных добавок и избегания водопроводной воды, которая описывается, как «опасная» из-за загрязнений токсичными химическими веществами. Американская академия медицины за продление жизни утверждает, что применение подобного комплекса мер может привести «практически к бессмертию», продолжительность жизни будет превышать 150 лет, а в будущем, до наступления 3000 г., предполагается увеличить продолжительность жизни до 200 лет.] В своей статье в 2006 г. Клатц предсказал, что такое резкое увеличение продолжительности жизни будет получено благодаря новым технологиям, таким как нанотехнология или лечение стволовыми клетками, которые он утверждает как «показывающие повсеместные будущие достижения во всём, от инсульта до травмы спинного мозга». Клатц верит, что с открытием подобных технологий будущего «Человечество эволюционирует до Нестареющего Общества, в котором все мы будем испытывать безграничную физическую и интеллектуальную жизнеспособность».
Историк Карол Хабэр из Делавэрского университета в своей статье 2001 года на вопрос в журнале Generations, указывает, что стремление Клатца и риторика Академии «отражают затасканные идеи и часто провозглашаемые надежды прошлого», проводя параллели с идеями 19-го века таких людей как: физиолог Шарль Эдуа́р Бро́ун-Сека́р, Сергей Абрамович Воронов и Евгением Штейнахом. Хабер утверждает, что текущее восстановление этих идей может быть связано с их обращением к старению поколения беби-бума, которая исторически была ориентирована на идеал молодежи. Хабэр также обсуждал сильную преемственность в философии антивозрастных движения, написав : "Для Штейнаха и Воронова, как и для членов Академии, старость была "гротескной " болезнью, которая может быть научно искоренена через правильное сочетание гормонов, диеты и хирургии ".

## Персонал и члены коллектива
Председателем Академии является Роберт Голдман, президент же компании — Роналд Клатц. Старший вице-президент — Джосеф Марун из Университета Питсбурга, вице-президентом является Николас ДиНубиль из Университета Пенсильвании. Академия заявляет, что у неё более 26,000 сотрудников из 110 стран мира и коллектив состоит из врачей, ученых, исследователей, врачей-практиков и общественных представителей. В 2007 г. организация предоставила отчет о капитале в размере чуть больше семи миллионов долларов. Тем не менее, в 2006 году обзор антивозрастной медицины отмечает, что из исследователей, которые заинтересованы в этой теме, «подавляющее большинство отмежевалось от Академии». В The Los Angeles Times говорится, что «Многие врачи, исследователи и ученые, углубляясь в физиологические аспекты старения человека, рассматривают деятельность Академии с презрением, говоря, что организация является неуместной смесью научных и коммерческих интересов».

## Деятельность
Основной деятельностью Академии является социально-ориентированная программа, образование и пропаганда антивозрастной медицины. Академия делает это с помощью публикаций, онлайн деятельности и проведения конференций, таких как «World Anti-Aging Congress and Exposition» и"Annual World Congress on Anti-Aging Medicine". По данным прессы АААМ 2008 года выпуска, «Всемирный Конгресс является бесспорной мировой встречей международных лидеров индустрии» и цитирует Клатца, утверждающего, что "наше Ежегодное Заседание Конгресса рассматривается как золотой стандарт для обучения врачей из стран с развитой профилактической медициной. Некоторые из этих конференций проводятся совместно с организацией «World Anti-Aging Academy of Medicine», которая является прикрывающей группой для нескольких национальных антивозрастных организаций, которые также возглавляет Голдман. В репортаже 2004 г. ежегодной конференции Академии в Лас Вегасе, LA Times заявил, что эта конференция представила сочетание «научно-технических докладов» и продажи экспонатов: «кремов от морщин, препаратов для роста волос, таблеток, повышающих сексуальную активность, и гормональной терапии» . В 2008 году в пресс-релизе о Ежегодном Всемирном Конгрессе Академии заявили, что:
Врачи Академии, наряду с пропагандой вмешательства в процесс старения и биомедицинских исследований, привели миллионы новых потребителей к осознанию того, что старение не является неизбежным.Во многом благодаря этим совместным усилиям, медицина против старения и биомедицинские регенеративные технологии являются мировой индустрией, стоимостью в $ 96.89 миллиардов. Annual World Congress on Anti-Aging связывает это быстрое развитие с глобальным рынком идей, поставщиками и решениями, позволяющими профессионалам: контактировать со своими единомышленниками по последним горячим вопросам; производить передовые продукты; узнавать о последних достижениях и технологиях, а также опередить своих конкурентов.
Согласно обзору на движение против старения, опубликованного в 2005 г., Академия является одной из самых известных организаций, которые делают «попытки легитимизации антистарения в качестве медицинской специальности». В обзоре отмечается, что эти усилия по легитимизации являются спорными и были отвергнуты некоторыми академическими учеными, которые работают над проблемами старения, пытающимися изобразить Академию как «шарлатанов, главной целью которого являются деньги». Академия оспаривает это обвинение, сообщая на веб-сайте, что «Несмотря на то, что Академия старается распространять информацию о многих видах лечения, это не способствует и не подтверждает никакого специфического лечения и не продает или же одобряет какую-либо коммерческую продукцию.» По словам доктора Клатца, на самом деле делается не так много денег на «антивозрастной медицине» В обзоре истории антивозрастной медицины, опубликованном в 2004 г., Роберт Бинсток из Университета Кейс Вестерн резерв, признал позицию Академии на коммерческих интересах, но отметил, что он "активно привлекает и отображает многочисленные рекламные объявления на своем веб-сайте для товаров и услуг (таких как косметика, альтернативные лекарства и методы лечения), «антивозрастные» клиники, и омолаживающих врачей и практиков. The Times сообщила, что в 2004 году Клатц открыто выказывает возмущения по поводу предположения, что он движим деньгами, цитируя его, как настаивающего на том, что "Единственная вещь, которую я продаю — это книги… мой веб-сайт является некоммерческим, — мы просто пытаемся развивать науку «. The Times далее отметил связь между партнерством Клатца и Голдмена и бизнесом, названным Market America, который продает продукты, обещающие „замедлить процесс старения“. Однако, согласно статье 2005 г. в Chicago Tribune, компания позже вышла из этого соглашения.
В журнале Академии „American Board of Anti-Aging Medicine“ (ABAAM) говорится, что предлагается антивозрастная медицина, как специальность и даются образовательные кредиты для тех, кто посещает конференции Академии, но New York Times утверждает, что American Board of Medical Specialties не признают подобную форму, как имеющую профессиональный статус.» MSNBC также комментирует этот вопрос, отметив, что, «пока American Medical Association или American Board of Medical Specialties выражают беспокойство, не будет такого предмета, как специальность „антивозрастная медицина“.» and PhDs."В 2004 г. в статье The Gerontologist Роберт Бинсток говорит, что "Несмотря на то, что организация не признана American Medical Association, Академия создала три удостоверения сертификации программ под её эгидой, для врачей, хиропрактиков, дантистов, натуропатов, педиатров, фармацевтов, медсестёр, практикующихся медсестер, диетологов, спорт-тренеров и фитнес-консультантов и PhD. "

## Публикации
Академия в данный момент публикует периодическое издание под названием Anti Aging Medical News, которые они описывают как «ведущую „бизнес для бизнеса“ публикацию медицинского anti-aging движения и официальный журнал Американской Академии Aнтивозрастной Медицины» Они заявляют, что это периодическое издание получило шесть наград APEX, по большей части в категории " Meeting & Event Material ". The Академия также публикует материалы о своих антивозрастных конференциях в периодическом издании, называемом Anti-Aging Therapeutics, под редакцией Клатца и Голдмэна.
Журнал International Journal of Anti-Aging Medicine (IJAAM) был другим периодически публиковавшимся журналом Академии. По данным Life Magazine Extension, название было выбрано Академией в качестве альтернативы их первоначального выбора International Journal of Anti-Aging Medicine, когда иная публикация была выпущена под этим именем в 1998 г. Описывая предусмотренный объём данной публикации, Клатц начал свой комментарий: "Мы надеемся покрыть «береговую линию» целой области антивозрастной медицины, с фокусом на клинические статьи. " По состоянию на 2009 г., Академия рекомендовала эту публикацию на своем сайте, как хороший способ идти в ногу с последними событиями в медицине против старения, учредив это как «отчет (ы) о последних открытиях в медицине против старения». Согласно Ulrich’s Periodicals Directory, IJAAM был опубликован общим фондом здоровья, ООО с 1998 по 2001 года, от имени Академии.
Содержание журнала International Journal of Anti-Aging Medicine подверглось сильной критике. В письме, опубликованном в Science в 2002 г., Обри де Грей описал их как совокупность наборов объявлений для «псевдонаучной индустрии против старения». По словам Брюса Карнса из Университета Оклахомы:
Этот якобы "журнал" чрезвычайно обманчивый, поскольку он дает ложное впечатление, что он является настоящим научным журналом и то, что в нем опубликовано, рецензируемо специалистами в данной области.Это немного больше, чем рекламный носитель для каждого возможного антивозрастного продукта.
Леонард Хейфлик из Университета Калифорнии, (Сан-Франциско), бывший редактор Experimental Gerontology, пишет:
Журнал International Journal of Anti-Aging Medicine не признан как научный журнал.Я нахожу достойным осуждения в этом «журнале» то, что рекламодатели, опубликованные в нем, могут утверждать, что существуют научные доказательства в поддержку своих возмутительных утверждений, указывая на публикации в предполагаемом научном журнале.
В 2009 году Академия заявила, что она больше не связана с журналом и что продала свою долю в этой публикации, в 1999 г. Они также защитили научное качество содержания своих публикаций, написав, что почти все их статьи были рассмотрены редакцией перед публикацией.. Роберт Бинсток из Университета Кейс Вестерн резерв заявил в 2004 г., что это является периодической «несудебной публикацией».

## Различные взгляды на продукты против старения
Согласно статье 2002 года в Seattle Times, есть две противоположные точки зрения на продукты против старения. В статье говорится, что первая точка зрения представлена учеными, которые публикуют свои результаты в научной литературе и считают, что никакое текущее вмешательство не может замедлить или предотвратить старение. Альтернативная точка зрения представлена людьми, которые, как утверждают в статье, имеют «меньшее количество учетных данных» и которые рекламируют целый ряд продуктов, производители которых утверждают, что эти продукты обладают антивозрастными свойствами. Аналогичное наблюдение было сделано на Business Week в 2006 году, когда было сказано, что, несмотря на то, что антивозрастная медицина становится все более популярной, существует «очень мало научных данных, подтверждающих их утверждения о том, что эти зелья продлевают жизнь».
В качестве примера первой точки зрения в обзоре 2004 года в Trends in Biotechnology, Лиг Тернер из Института перспективных исследований в Принстоне, штат Нью-Джерси, заявил, что продукты, продвигаемые А4М, «не имеют достоверной научной основы» и что «существуют нет доказанных, научно установленных „антивозрастных“ лекарств». В обзоре за 2006 год, опубликованном в Кливлендском журнале Clinic Journal of Medicine о антиоксидантах и гормонах, которые пропагандируются в качестве продуктов против старения в A4M и Институте продления жизни, было сделано вывод, что эти продукты «практически не влияют на улучшение долговечности или функциональных способностей». В редакционной статье, сопровождающей это исследование, Томас Перлс заявил, что, хотя многие необоснованные утверждения были сделаны о продуктах против старения, пока еще не было доказано, что данные вещества останавливают или замедляют процесс старения. Аналогичным образом, Национальный институт США по проблемам старения, который является одним из Национальных институтов здравоохранения, опубликовал в 2009 году общее предупреждение в отношении предприятий, которые заявляют о преимуществах своих продуктов, описывая их как «мошенничество с здоровьем» и заявляя, что «никакие методы лечения не были подтверждены научными испытаниями, не известно, способны ли они замедлить или обратить вспять процесс старения».

### Дискуссия о гормоне роста
Американская академия антивозрастной медицины была сформирована после исследования 1990 года о гормон роста человека (hGH), результаты которого были опубликованы в журнале New England Journal of Medicine. Исследование было проведено Даниэлем Рудманом и его коллегами в Медицинском колледже штата Висконсин. Рудман лечил гормоном роста двенадцать мужчин старше 60 лет; после шести месяцев у этих мужчин было увеличение массы тела и уменьшение массы жировой ткани по сравнению с группой из девяти мужчин, которые не получали гормона. Члены антивозрастного движения интерпретировали эти результаты, чтобы поддержать роль гормона роста в замедлении или реверсии старения. В обзоре Journal of Urology отмечается, что это продвижение гормона роста в качестве средства против старения «возможно аналогично» идеям, которые относятся к концу 19-го века, когда физиолог Чарльз-Эдуард Браун-Секард выступал за омолаживающие гормональные препараты, приготовленные из яичек животных и заявил, что «инъекции сделали меня на 30 лет моложе».
Издание The New York Times сообщило, что мысль о том, что гормон роста может улучшить «здоровье, уровень энергии и чувство благополучия» является основной идеей A4M, наряду с книгой Клаца «Grow Young Young with HGH» («Молодеть с гормоном роста»): «Удивительный медико доказанный план обратного старения», «Фонтан молодости лежит внутри клеток каждого из нас», «Все, что вам нужно сделать, это освободить его». В обзоре 2005 года в журнале «Эндокринологическое исследование» отмечается долгая история этих идей, и утверждается, что «концепция» гормонального фонтана молодости является преимущественно мифологическим". Тем не менее, Клац утверждает, что гормон роста отменяет старение как физический процесс и описывает гормон роста как
«первую доказанную с медицинской точки зрения терапию обращения с возрастом». Однако MSNBC сообщает, что Даниэль Рудман, автор исследования 1990 года, вызвавшего резонанс, «высказал много предостережений касательно использования гомона роста и рекомендовал не использовать его для замедления старения вообще. На самом деле он был в ужасе от того, что его исследование использовалось для поддержки отрасли, особенно потому, что интенсивное использование гормона роста может иметь нежелательные побочные эффекты».